# Montbrison

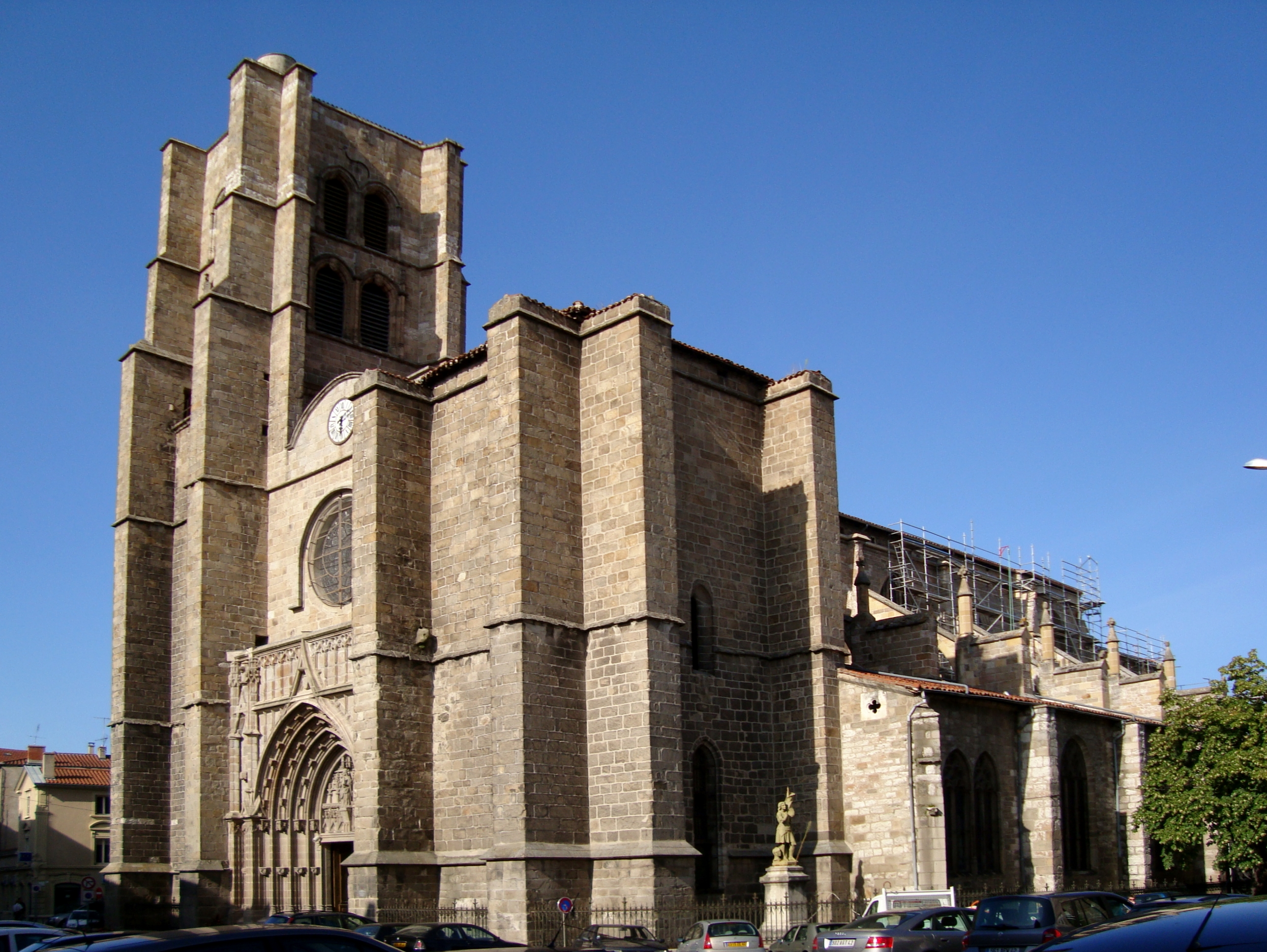
Kirche Notre-Dame-d’Espérance

Montbrison ist eine französische Gemeinde mit 16.098 Einwohnern (Stand 1. Januar 2022) im Département Loire in der Region Auvergne-Rhône-Alpes; sie ist Verwaltungssitz des Arrondissements Montbrison. Das Bureau centralisateur des gleichnamigen Kantons befindet sich in Montbrison. Die Bewohner werden Montbrisonnais und Montbrisonnaises genannt.
Die Gemeinde erhielt 2022 die Auszeichnung „Drei Blumen“, die vom Conseil national des villes et villages fleuris (CNVVF) im Rahmen des jährlichen Wettbewerbs der blumengeschmückten Städte und Dörfer verliehen wird.

## Geografie
Montbrison liegt an der Grenze zur Ebene von Forez, am Fuß der Monts du Forez, 30 Kilometer von Saint-Étienne entfernt. Die Stadt wird vom Fluss Vizezy durchquert, im südlichen Bereich verläuft sein Zufluss Moingt.

## Geschichte
Die erste Erwähnung des Ortes stammt aus dem Jahr 870. Unter den Grafen von Forez wurde Montbrison Hauptort der Grafschaft. Im Verlauf des Hundertjährigen Kriegs wurde der Ort befestigt. Unter König Franz I. kam Montbrison an die Krone Frankreichs.
Von Montbrison nach Montrond-les-Bains verlief von 1839 bis 1848 die erste, damals noch von Pferden gezogene Straßenbahn Europas (→ Straßenbahn Montbrison–Montrond).
Zum 1. Januar 2013 wurde die Gemeinde Moingt, seit 1973 assoziiert, nach einer Volksabstimmung endgültig eingemeindet. Moingt geht auf einen gallo-römischen Badeort, Aquae Segetae, aus dem 1. und 2. Jahrhundert zurück. Reste des römischen Theaters sind noch zu sehen.

## Bevölkerungsentwicklung
| Jahr                       | 1962   | 1968   | 1975   | 1982   | 1990   | 1999   | 2006   | 2017   |
| -------------------------- | ------ | ------ | ------ | ------ | ------ | ------ | ------ | ------ |
| Einwohner                  | 10.697 | 11.213 | 12.451 | 13.280 | 14.064 | 14.589 | 15.127 | 15.641 |
| Quellen: Cassini und INSEE |        |        |        |        |        |        |        |        |

## Bildung und Kultur
Das in einem früheren Hôtel particulier am Boulevard de la Préfecture untergebrachte Musée d’Allard zeigt Ausstellungen zur Natur- und Kunstgeschichte sowie eine Spielzeugsammlung.

## Verkehr
Montbrison hat einen Bahnhof an der Bahnstrecke Clermont-Ferrand–Saint-Just-sur-Loire, der im Regionalverkehr von Zügen des TER Auvergne-Rhône-Alpes zwischen Saint-Étienne Châteaucreux und Boën-sur-Lignon bedient wird.

## Sehenswürdigkeiten
Die gotische Stiftskirche Notre-Dame-d’Espérance wurde in den Jahren 1223 bis 1466 erbaut und steht als Monument historique (seit 1840) unter Denkmalschutz.
Siehe auch: Liste der Monuments historiques in Montbrison

## Städtepartnerschaften
Mit der slowenischen Stadt Sežana sowie der deutschen Stadt Eichstätt besteht jeweils eine Städtepartnerschaft.

## Persönlichkeiten
Geboren in Montbrison
- Barthélemy Parrocel (um 1595 – um 1660), Maler
- Claude d’Apchon (1721–1783), Bischof und Erzbischof
- Marie Lavoisier (1758–1836), Chemikerin, Illustratorin und Salonnière
- Michael Portier (1795–1859), römisch-katholischer Geistlicher, erster Bischof von Mobile (USA)
- Victor de Laprade (1812–1883), Dichter
- Camille de Meaux (1830–1907), Politiker
- Marie-Alain Couturier (1897–1954), Dominikaner, Glasmaler und Kunstkritiker
- Pierre Boulez (1925–2016), Komponist
- Yves Triantafilos (* 1948), Fußballspieler
- Muriel Robin (* 1955), Komikerin und Schauspielerin
- Christophe Agou (1969–2015), Fotograf
- Pierrick Cros (* 1992), Fußballspieler
- Guillaume Cizeron (* 1994), Eiskunstläufer, Welt- u. Europameister im Eistanz
- Hugo Grenier (* 1996), Tennisspieler